# دومنیک تیپر
دومنیک جید تیپر (انگلیسی: Dominique Jade Tipper؛ زادهٔ ۲۴ ژوئن ۱۹۸۸) بازیگر، رقصنده، خواننده و ترانه‌سرای بریتانیایی است. او با بازی در نقش نائومی ناگاتا، در مجموعه تلویزیونی علمی تخیلی گستره محصول سای فای/آمازون پرایم ویدئو به شهرت رسید.
از فیلم‌های معروف او می‌توان به بازی در فیلم آکادمی خون‌آشامی، دختران سریع، بازیگران ذهن و دختری با تمام موهبت‌ها اشاره کرد.

## فیلم‌شناسی

### سینما
- بزرگسالی (۲۰۰۸)
- دختران سریع (۲۰۱۲)
- آکادمی خون‌آشامی (۲۰۱۴)
- مونتانا (۲۰۱۴)
- بازیگران ذهن (۲۰۱۵)
- دختری با تمام موهبت‌ها (۲۰۱۶)
- جانوران شگفت‌انگیز و زیستگاه آن‌ها (۲۰۱۶)
- دوشنبه (۲۰۲۰)
- یک رنجر (۲۰۲۳)

### تلویزیون
- مرگ در بهشت (۲۰۱۵)
- گستره (۲۰۱۵-۲۰۲۲)
- سرآوران (۲۰۲۲)